# Pays d'Aix Venelles Volley-Ball 2019-2020
Questa voce raccoglie le informazioni riguardanti il Pays d'Aix Venelles Volley-Ball nelle competizioni ufficiali della stagione 2019-2020.

## Organigramma societario
Area direttiva
- Presidente: Bernard Soulas

Area tecnica
- Allenatore: André Felix
- Allenatore in seconda: Franck Bonhomme

## Rosa
| N° | Nome                     | Ruolo | Data di nascita  | Nazionalità sportiva |
| -- | ------------------------ | ----- | ---------------- | -------------------- |
| 1  | Cassiopée Besnehard      | S/L   | 13 giugno 1999   | Francia              |
| 2  | Tamara Matos             | C     | 19 luglio 1985   | Brasile              |
| 3  | Kim Nowak                | S     | 15 giugno 1995   | Francia              |
| 4  | Lindsay Dowd             | P     | 14 maggio 1991   | Stati Uniti          |
| 5  | Marielle Bousquet-Rollet | L     | 5 aprile 1985    | Francia              |
| 6  | Monika Šalkuté           | O     | 5 settembre 1993 | Lituania             |
| 10 | Eli Uattara              | S     | 21 agosto 1994   | Russia               |
| 11 | Sara Sakradžija          | S     | 25 marzo 1994    | Serbia               |
| 12 | Marie-France Garreau Dje | C     | 10 aprile 1992   | Francia              |
| 13 | Raymariely Santos        | P     | 13 aprile 1992   | Porto Rico           |
| 15 | Ciara Michel             | C     | 2 luglio 1985    | Regno Unito          |

## Risultati

### Coppa di Francia

#### Fase a eliminazione diretta
| Ottavi di finale - 29 ottobre 2019 Terville, Terville            | Terville Florange | 0 - 3 | Venelles | 18-25, 20-25, 13-25 |
| Quarti di finale - 12 novembre 2019 Salle Roger Duhalde, Mougins | Mougins           | 0 - 3 | Venelles | 22-25, 21-25, 19-25 |
| Semifinali - 16 maggio 2020 Palais des Victoires, Cannes         | ASPTT Mulhouse    | -     | Venelles | annullata           |